# シャー・シュジャー (ムガル皇子)
シャー・シュジャー（ベンガル語：শাহ সুজা, Shah Shuja, 1616年6月23日 - 1661年2月7日）は、北インド、ムガル帝国の皇帝シャー・ジャハーンの次男。母はムムターズ・マハル。

## 生涯

### 幼少期・青年期

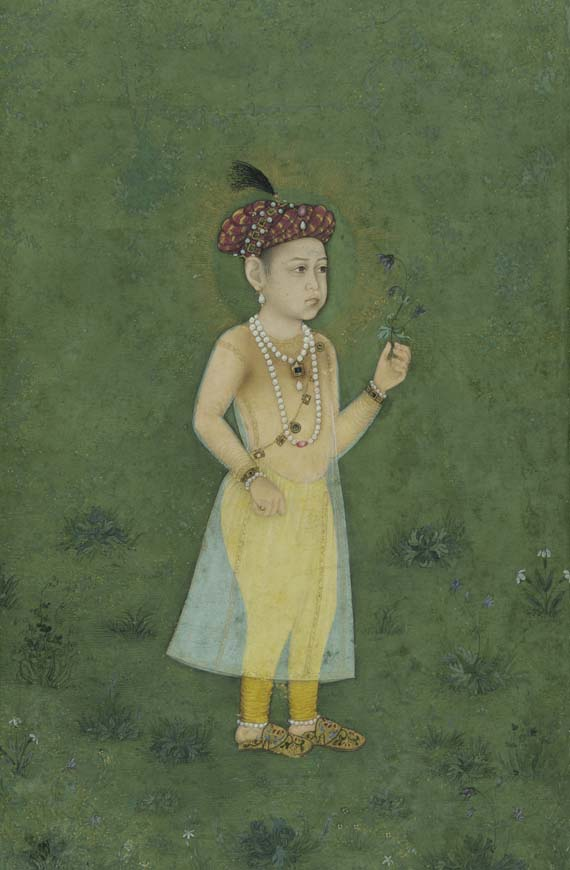
少年時代のシャー・シュジャー

1616年6月23日、シャー・シュジャーは、ムガル帝国の皇帝シャー・ジャハーンとその妃ムムターズ・マハルとの間に生まれた。
兄弟には兄のダーラー・シコー、弟のアウラングゼーブ、ムラード・バフシュ、姉妹のジャハーナーラー・ベーグム、ラウシャナーラー・ベーグム、ガウハーラーラー・ベーグムがいた。
1641年、シャー・シュジャーはベンガル太守及びビハール太守に任命され、1648年7月25日にはオリッサ太守にも任命された。彼はベンガル地方の統治で何人かのラージャ（小王）を滅ぼし、何人からは多額の貢納金を取り、夥しい財宝を蓄え、強力な軍隊も組織した。

### 皇位継承戦争において

#### ダーラー・シコーとの戦い
1657年9月、父帝シャー・ジャハーンが重病で倒れると、シャー・シュジャーは皇位をめぐって兄ダーラー・シコーと2人の弟アウラングゼーブ、ムラード・バフシュと争うこととなった。シャー・シュジャーはほかの兄弟よりも真っ先に行動し、11月にはベンガルで帝位を宣し、その名を刻んだ硬貨を鋳造した。
1658年2月14日、シャー・シュジャーはアーグラへと向かう途中で、デリーから派遣された甥のスライマーン・シコー率いるダーラー・シコーの軍と対決した（バハードゥルプルの戦い）。この戦いにおいて、シャー・シュジャーは命ばかりは取り留めたが、その軍の前に敗れ去り、数日間追撃された。
この敗戦の結果、スライマーン・シコーは名声を博した一方で、シャー・シュジャーはひどく信頼を損ない、彼に期待を寄せていた人物はみな熱が冷めた、とフランスの旅行家フランソワ・ベルニエは語っている。
そのため、5月17日にシャー・シュジャーはダーラー・シコーと講和し、ベンガル、ビハール、オリッサの大部分の領有を認められた。
6月8日、ダーラー・シコーはアウラングゼーブとムラード・バフシュの連合軍にアーグラ近郊で破れ、ラホールへと逃げた（サムーガルの戦い）。そして、アウラングゼーブはムラード・バフシュを幽閉したのち、7月31日にデリーにおいて即位式を挙げ、ムガル帝国の皇帝となった。

#### アウラングゼーブ及びミール・ジュムラーとの戦い

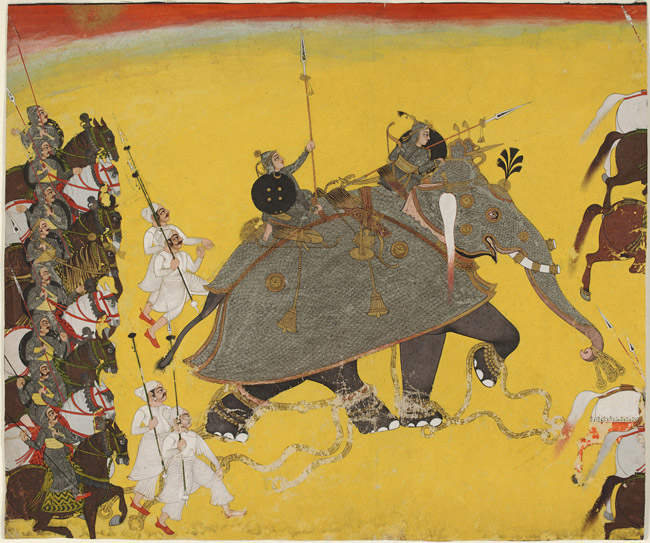
戦象に乗って進むシャー・シュジャー

その後、シャー・シュジャーはアウラングゼーブがダーラー・シコーの追撃戦に向かったことを知って、ベンガルからアーグラへと向けて進軍した。11月、ダーラー・シコー追討中だったアウラングゼーブがその知らせを聞き、彼もまたアーグラへと向かって進軍した。
そして、1659年1月5日、シャー・シュジャーはアラーハーバード付近のカジュハでアウラングゼーブとの戦いに臨んだ（カジュハの戦い）。戦闘は最初の方はシャー・シュジャーの優勢で、またアウラングゼーブの後陣をジャスワント・シングが襲撃するなどしたため、アウラングゼーブの軍は混乱した。
しかし、アウラングゼーブの有力武将ミール・ジュムラーが何とかアウラングゼーブに冷静さを取り戻させたこと、そしてアウラングゼーブの強運さによって、シャー・シュジャーは戦いに敗れてしまった。アウラングゼーブが使った方法はダーラー・シコーを敗北に導いた方法で、内通していた家臣がシャー・シュジャーに象から降りるように進言し、シャー・シュジャーは不運にもそれに従ってしまった。
その後、アウラングゼーブは深追いせずアーグラへと引き上げため、シャー・シュジャーはあまり多くの兵を失わず、アラーハーバードに後退して陣を構えた。これを知ったアウラングゼーブは長男のスルターンと武将ミール・ジュムラーを派遣した。
シャー・シュジャーはベンガル地方のラージャを苛めていたので、これに乗じて反乱を起こすのではないか、そしてミール・ジュムラーを敵に回すことを恐れていた。そのため、彼はアラーハーバードの陣を引き払い、ヴァーラーナシー、パトナへ行き、モンギールへと向かい、そこで踏みとどまってミール・ジュムラーの軍勢と戦う覚悟を決め、陣地を築き町と川と山まで通じる塹壕を掘った。
だが、ミール・ジュムラーがガンジス川沿いにゆっくり下ってくるのは陽動作戦で、ミール・ジュムラーはスルターンとともにガンジス右岸の山地のラージャを抱き込んで、強行軍でシャー・シュジャーの行く手をふさぐためラージマハルへ接近しつつある、という情報が届いた。そのため、彼はモンギールを捨て、ラージマハルへと向かい、そこに陣を構えた
ミール・ジュムラーは到着後、ラージマハルに攻撃をかけ、シャー・シュジャーは5、6日のあいだ防戦した。だが、ミール・ジュムラーの大砲が絶え間なく活躍し、雨期の始まりもあって、夜陰に乗じてラージマハルから逃げた。ミール・ジュムラーは伏兵を警戒し追撃を行わずに翌朝に延ばしたため、その夜明け前に雨が降り出して三日も続いたので、ミール・ジュムラーは動けず、そこで冬越しすることとなった。
一方、シャー・シュジャーは軍隊を強化したり、あるいは低ベンガル地方から大砲を取り寄せたりしたばかり、この地に住んでいたポルトガル人を味方に付けることに成功した。また、ミール・ジュムラーと不仲になった皇子スルターンが味方に駆け付け、シャー・シュジャーに忠誠を誓った。シャー・シュジャーはスルターンに自分の娘グルルフ・バーヌー・ベーグムを嫁がせたが、アウラングゼーブやミール・ジュムラーによる自分を捕えるための策謀ではないのかと疑い全幅の信頼を置けず、スルターンはやがて離れてしまった。
その後、ミール・ジュムラーのもとにおびただしい数の大軍が送られ、軍を整えていたシャー・シュジャーは劣勢となり、やがてガンジス川の川の両岸及び河口付近の島であるタンダーに包囲された。

### アラカンへの逃亡
シャー・シュジャーはめげずに反撃の機会を狙いながらも戦い続けていたが、ついにベンガルの隣にあるビルマのアラカン王国への亡命を考えるようになった。彼はアラカン王サンダ・トゥダンマのもとに息子ザイヌッディーン・ムハンマド（スルターン・バンク）を使者として送り、彼は王の了解を得ることに成功し、多数の船を同伴してダッカへと戻った。
1660年4月6日、シャー・シュジャーは滞在していたタンダーを出て、12日にダッカに到着した 。のち、5月6日にダッカを発ち、12日にはアラカン行の船に乗りベンガルを後にした。彼は二隻の船に彼の家族、家来、そして金銀財宝を積んだという。そして、シャー・シュジャーとその一行はチッタゴンなどを経由しつつ、8月26日にアラカンに無事到着した。
シャー・シュジャーはアラカン王に歓迎され、家族には日常生活に必要なものを支給され、彼らの亡命は受け入れられた。

### 陰謀と死

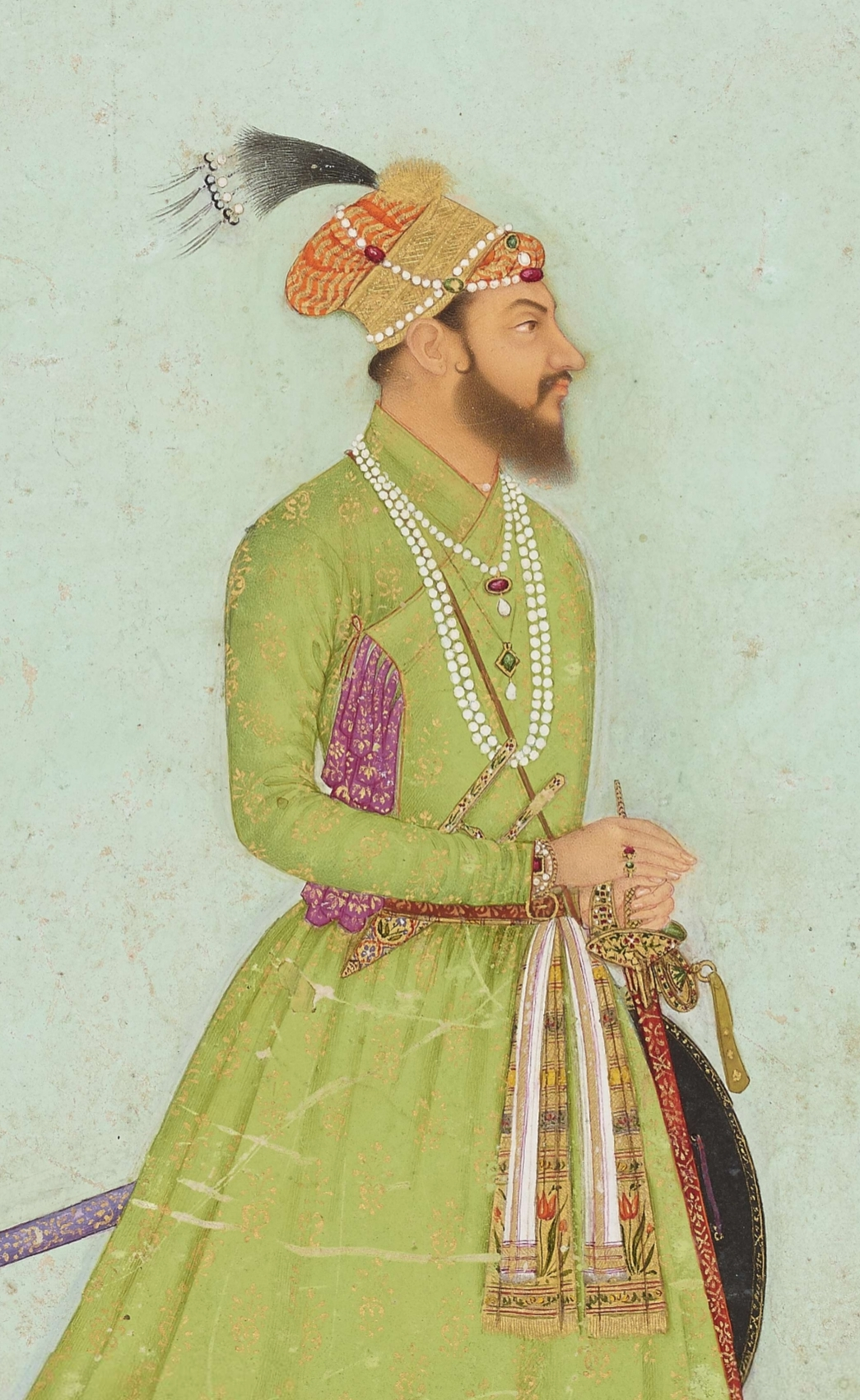
シャー・シュジャー

シャー・シュジャーはアラカン王に対し、メッカを経由してトルコかペルシアに向かうための外洋船のことでしきりに催促を行った。だが、アラカン王は全く相手にせず、そればかりか「シャー・シュジャーが自分に会いに来ない」と言い、冷淡に扱うようになった。
とはいえ、王の館に行けば、財宝をすべて奪われたうえで身柄を拘束され、ミール・ジュムラーに引き渡される可能性があった。実際、アウラングゼーブは莫大な財宝を見返りに、アラカン王にそうするよう要請していた。シャー・シュジャーは息子に夥しい錦や金銀財宝も持たせて王のもとに行かし、外洋船の約束を思い出すよう懇願した。
だが、アラカン王は外洋船のことは無視し、シャー・シュジャーに娘の一人を妻に欲しいという始末であった。事がうまく進まず困っていたシャー・シュジャーだったが、そこで新たな野望を持つようになる。彼はアラカン王を倒して自らその地位を得ようと、現地のイスラーム教徒とともに陰謀を張り巡らすようになる。
しかし、1661年2月7日、決行の前日にアラカン王にその陰謀が発覚し、シャー・シュジャーはアラカン王国を逃げざるを得なくなり、ペグー方面に落ち延びようとした。その日のうちに、シャー・シュジャーとその家族は首都ミョーハウン近郊のジャングルで追手に捕えられ、彼はその場で殺害された。

## 家族の末路・シャー・シュジャーの死に関して

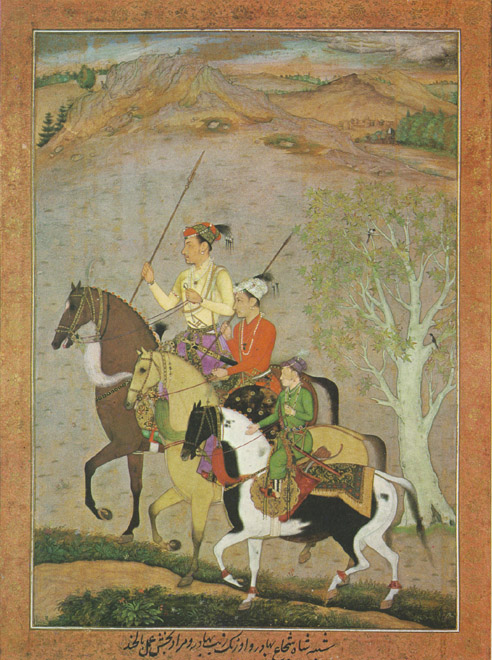
シャー・シュジャー（上）、アウラングゼーブ（中央）、ムラード・バフシュ（下）（1637年頃）

シャー・シュジャーの家族がどうなったのかを見ると、彼らもまた同様に憂き目にあうこととなっている。
シャー・シュジャーの家族は捕えられたのちに首都ミョーハウンに送還され、1663年に3人の息子ザイヌッディーン・ムハンマド、ブランド・アフタール、ザイヌル・アービディーンは処刑された。妃や娘らは王の慰み者にされ、やがて悲惨な死を遂げた。
だが、ベルニエの伝えるところでは、シャー・シュジャーの家族が捕えられるところまでは一致しているが、そこから情報が錯綜している。その場に居合わせた人たちからはシャー・シュジャーの死体を見たという話も聞いたが、彼らは本人かどうかわからなかったのだという。
ベルニエは、シャー・シュジャーはジャングルから逃げて生き延びたことは確実だとしている。その上で、マスリパタムにたどり着き、ゴールコンダ王とビジャープル王に合流したとも、スーラトの沖合を外洋船で通過したともいう（その船にはペグーかシャムの王から与えられた赤い旗が書かが得られていたとも）。さらには、シーラーズで見かけただの、カンダハールからカーブルへ入ろうとしたとも、ペルシアに入った伝え聞いたとしている。ベルニエはまた、アウラングゼーブがある日冗談で「シュジャーはとうとうハッジ（メッカに向かう巡礼者）になった」と言った、という話を聞いている。
とはいえ、ベルニエはシャー・シュジャーに仕えていた宦官とゴールコンダ王国の砲兵隊総司令官から、シャー・シュジャーはこの世にいないとも伝え聞いたとしており、またデリーにいたときにあったイスファハーンから来たばかりの商人からその方面の情報を何も持っていなかったとしている。ベルニエは、彼はあの場で殺されたのではないとしても、盗賊の手かあるいはトラやゾウに襲われて死んだと考えるのが妥当としている。